# Tunnel

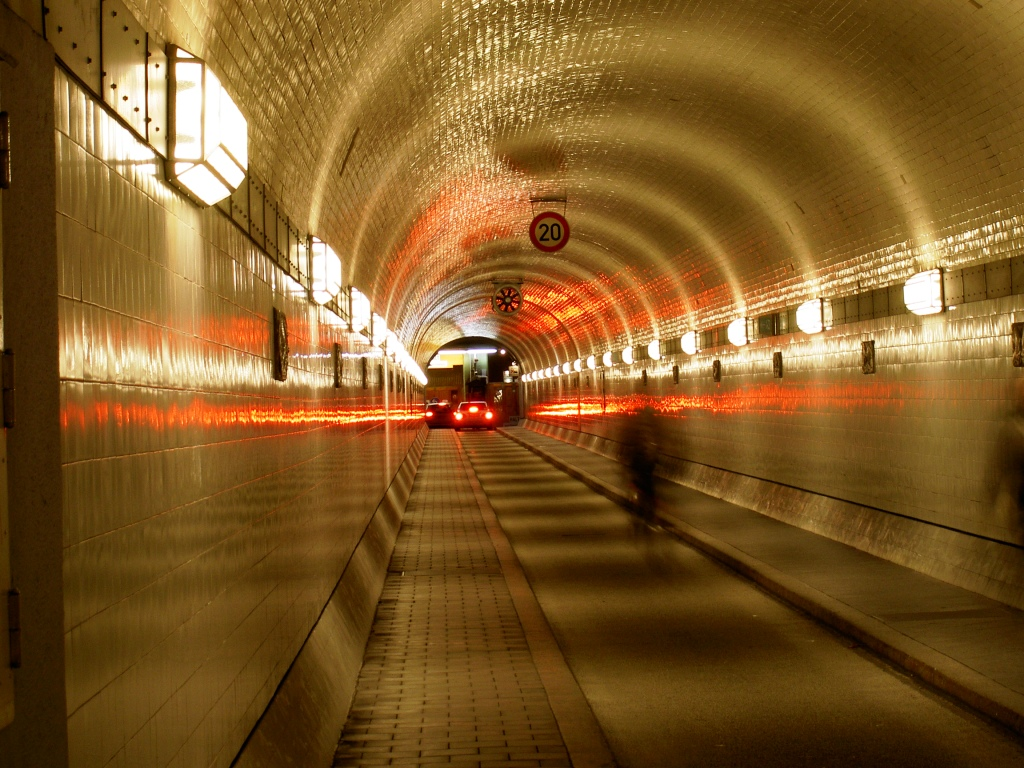
Gamla Elbetunneln i Hamburg, Tyskland.

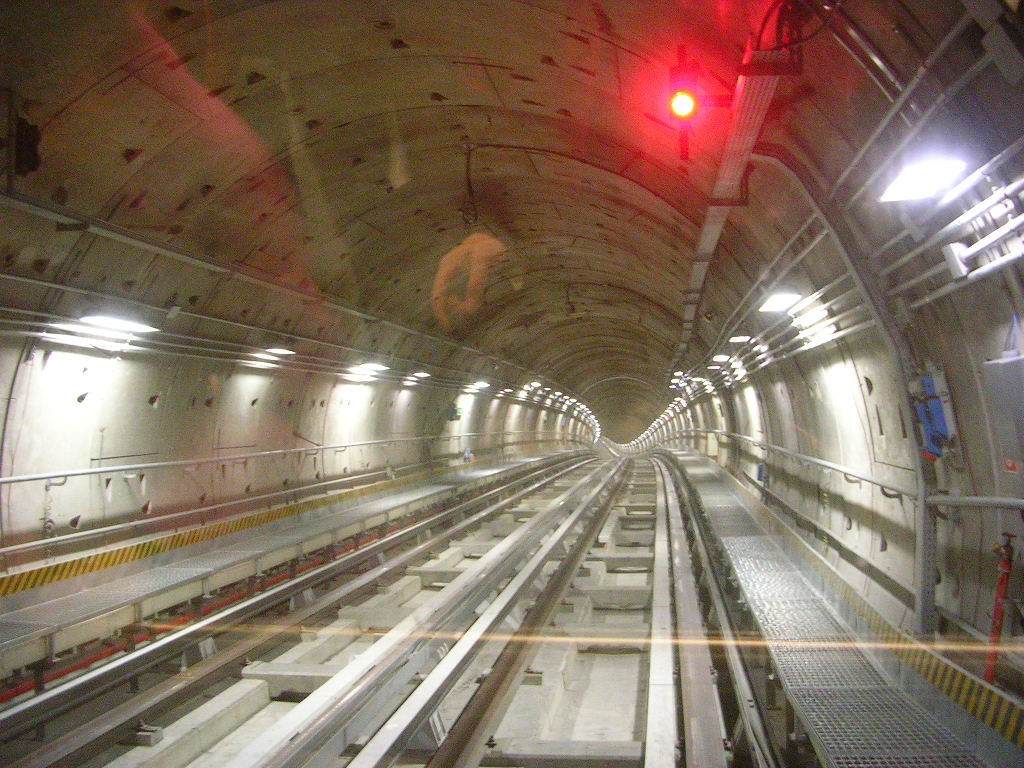
En tunnelbanetunnel i Turin, Italien.

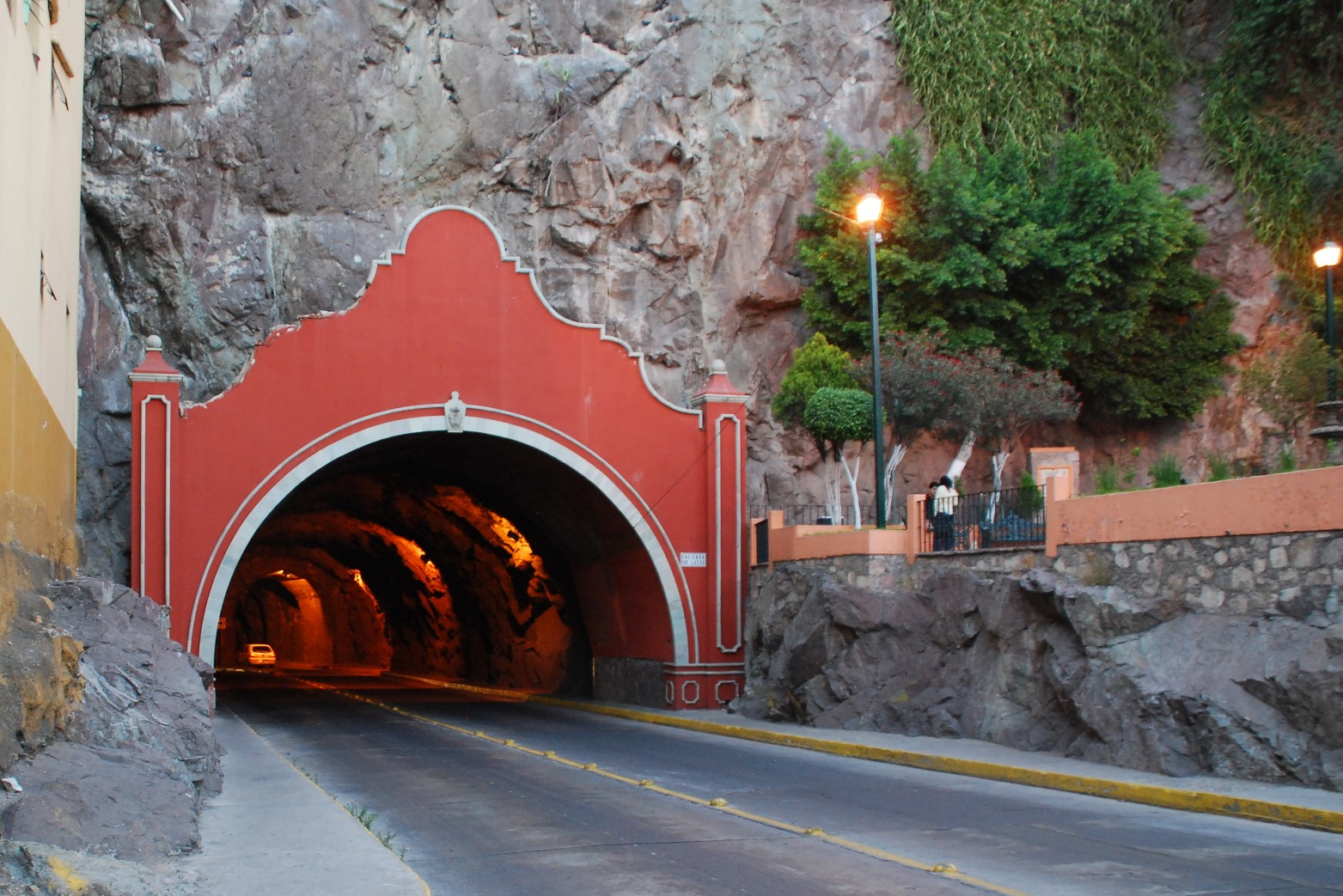
Dekorerad entré till en vägtunnel i Guanajuato, Mexiko.

Tunnel är en underjordisk transportväg eller distributionsled. Någon exakt definition på vad som kan definieras som tunnel finns ej. I Vägverkets tekniska beskrivning av en vägtunnel (Tunnel 2004) förutsätts att konstruktionen är en passage som omges av berg eller i andra fall har en längd av minst 100 meter. En tunnel måste dessutom ha en minsta diameter, annars är det ett rör eller borrhål.
En så kallad gångtunnel (engelska: "pedestrian tunnel") i form av betongkonstruktion under en väg eller spår definieras tekniskt ej som tunnel, utan det är en bro över en gångväg som även kan benämnas gångport/vägport, eller annars undergång (engelsk teknisk term: "subway").
Ursprungligen kommer ordet från franska tonnell som är besläktat med ordet tunna.

## Bygge och planering

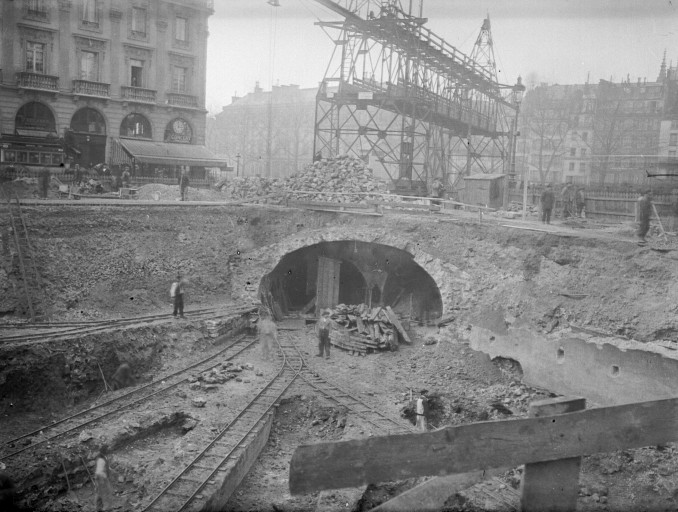
Bygge av Paris metro (cirka 1910) i öppet schakt

Tunnlar anläggs i olika sorters material, från lös lera till hårt berg, och sättet att bygga på varierar med de geotekniska förutsättningarna.
De vanligaste metoderna för bygge av tunnel är:
1. Fullortsborrning eller borrning och sprängning eller grävning genom jord eller berg.
2. Grävning av ett "dike" i marken i vilket en tunnel av betong anläggs för att sedan fyllas igen ovanpå, känd som öppet schakt eller, på engelska, cut-and-cover. Denna metod tillämpades främst i 1950-talets tunnelbanebygge i Stockholms innerstad såväl som i bygget av Londons tunnelbana till slutet av 19:e seklet då man övergick till borrning av tunnlar/neddrivning av tunnelrör i underjorden, som gjorde det möjligt att bygga tunnelbanan djupare utan inverkan på tätbebyggelsen ovanför.
3. Sänktunnelmetoden: Grävning och muddring av ett "dike" på botten av ett vattendrag (såsom en flod, ett sund och dylikt) avsett som grund för en undervattenstunnel vilken normalt prefabriceras i flera mindre vattentätade kassuner (oftast av betong) som med hjälp av tyngder sänks ned i vattnet (för att placeras exakt på korrekt plats i "diket") för att sedan vattentätt sammanslutas till en gemensam så kallad sänktunnel. Den första ingenjören som tillämpade sänktunnelmetoden var amerikanen William J. Wilgus som konstruerade Michigan Central Railway Tunnel, byggd under Detroitfloden 1906–1910 med samma metod som den år 1893 färdigbyggda avloppsledningen Shirley Gut Siphon, som senare tillämpats bland annat vid bygget av Öresundsförbindelsen och den framtida Fehmarn Bält-förbindelsen såväl som Citybanan i Stockholm (under Söderström), och tidigare under 1950-talets tunnelbanebygge under Liljeholmsviken mellan Liljeholmen och Hornstull; i bygget av tunnelbanan under Norrström tillämpades däremot en fördämningsmetod med en anlagd fångdamm i Norrström i vilken en undervattenstunnel av betong anlades.

Tunnlar byggs för att underlätta framkomlighet i främst kuperade och svårtillgängliga områden. Tunnlar kan vara dyra och ibland riskfyllda konstruktionsföretag, men oundgängliga i urbana miljöer, där tunnlar bland annat används för att transportera personer (tunnelbana) och till förläggning av el-, tele-, och avloppsnät.

## Rekordtunnlar
- Världens längsta tunnel av alla typer är Delaware Aqueduct, New Yorks färskvattentunnel som är 137 km lång. (om man inte räknar gasledningar som kan vara tusentals kilometer långa, dock vanligen för smala för att kunna räknas som tunnel)
- Världens längsta tunnelbanetunnel, och trafiktunnel totalt, finns på linje 3 i Guangzhous tunnelbana, tunneln är 60,4 km lång (oavbruten tunnel under jord hela vägen).
- Världens längsta järnvägstunnel är Gotthardbastunneln med sina 57,0 km som passerar Sankt Gotthard-passet i Schweiz.
- Världens näst längsta järnvägstunnel är Seikantunneln, 53,9 km lång, mellan de två japanska öarna Honshu och Hokkaido
- Världens längsta vägtunnel är Lærdalstunneln i Norge. Den utgör en del av E16 mellan Oslo och Bergen och är 24,5 km lång. Tunneln invigdes i slutet av år 2000.
- Världens näst längsta vägtunnel är Sankt Gotthardstunneln i Schweiz som utgör en del av E35 som korsar Alperna i nord-sydlig riktning. Tunneln är 16,9 km lång. Tunneln invigdes år 1980 och var världens längsta vägtunnel fram till år 2000.
- Världens troligen dyraste järnvägstunnel är Kanaltunneln, 145 mdr kr (10 mdr GBP/105 mdr FRF), (1987–1994).
- Bland världens dyraste tunnlar är även vägtunneln under Boston, Central Artery, smeknamn på bygget är Big Dig, kostnad 120 mdr kr (USD 15 mdr), (1991–2004).
- Världens djupaste vägtunnel är Eiksundstunneln på Sunnmøre i Norge, 287 meter under fjordytan.
- En av världens äldsta tunnlar, grävd omkring år 530 f.Kr., är Eupalinos tunnel på den grekiska ön Samos.

## Tunnlar i Sverige

Svensk trafikskylt för vägtunnel.

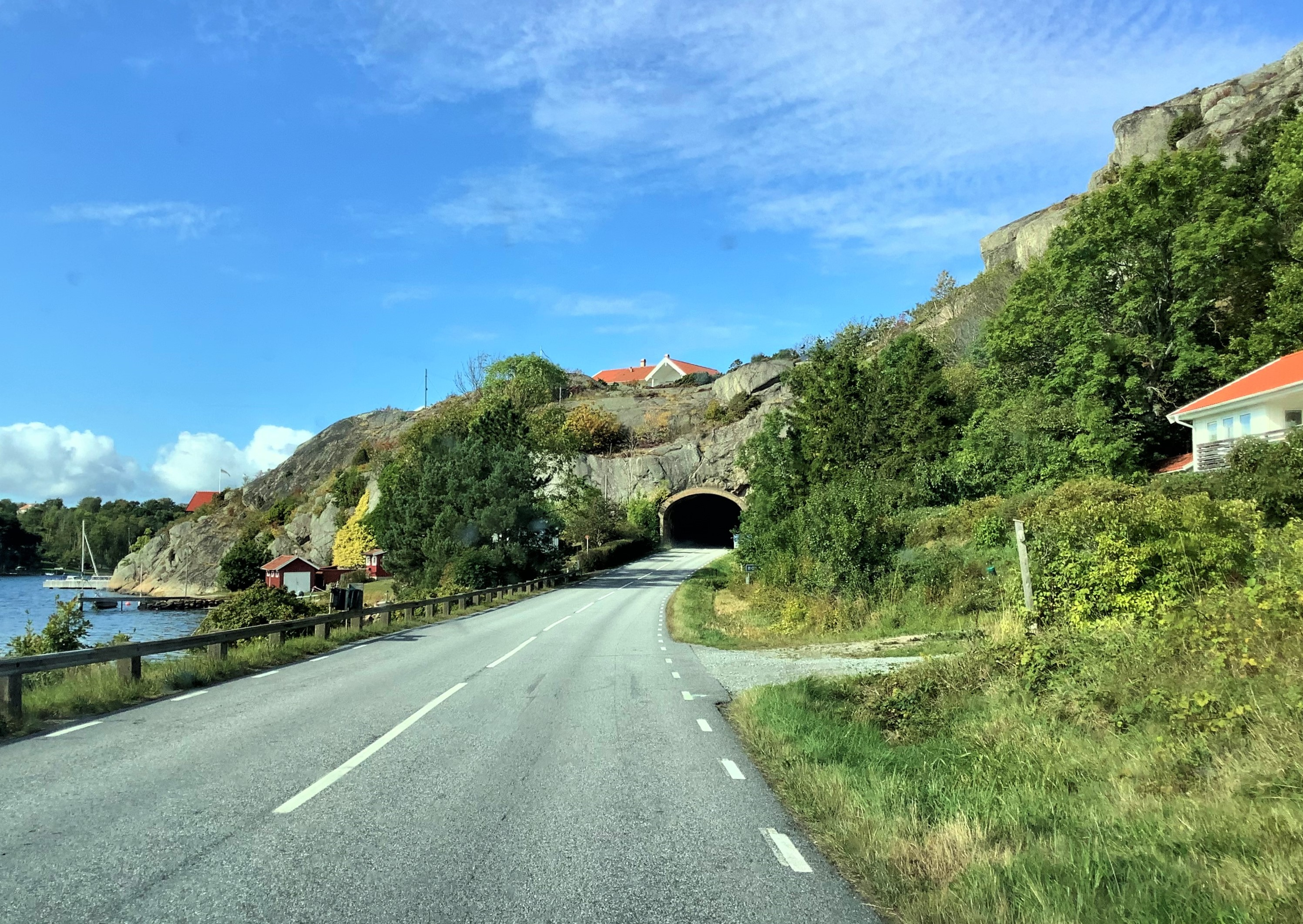
Sveriges äldsta och kortaste vägtunnel, Boxvikstunneln på Orust.

I Sverige är längre tunnlar för landsvägar och för järnvägar (undantaget tunnelbanan i Stockholm) relativt ovanliga, trots att landet på sina håll är ganska kuperat. Ingenjörer har, i första hand av kostnadsskäl, föredragit att planera infrastrukturen ovan mark. Det är bara i större städer man byggt tunnel för att undvika inlösen av mark och byggnader, till exempel Stockholms tunnelbana, Gårdatunneln och Helsingborgstunneln. De flesta järnvägar i Sverige är byggda före 1930 och på den tiden undvek man i möjligaste mån tunnlar. På en del håll har genvägar byggts i tunnel efter 1950. I Sverige är det något vanligare med tunnlar längs järnvägslinjer än längs vägar. Detta beror på de högre krav som ställs på en järnvägslinje. Sådana kan inte ha lika branta stigningar som en landsväg, och järnvägar ställer högre krav på utformningen av till exempel kurvor. Därför har järnvägstunnlar funnits i Sverige allt sedan järnvägarnas begynnelse. Efter 1990 har nya järnvägar börjat byggas och de har betydligt fler tunnlar på grund av högre krav, tågen ska kunna gå 250 km/h.
På landsvägar är tunnlar dock ovanligare i Sverige, eftersom förhållandevis branta backar kan accepteras, och det är enklare att dra en väg vid sidan om upphöjningar i naturen. Till och med motorvägar brukar i Sverige oftast byggas så att de hellre går runt bergen än igenom dem. Redan i måttligt branta backar märks tydligt ökad olycksfrekvens jämfört med horisontella vägar. I takt med att högre krav ställs på trafiksäkerhet, att vägarna ska smälta in i det omgivande landskapet och hänsyn till befolkningen runtom, samt järnvägars krav på så raka och plana sträckor som möjligt för att möjliggöra hög hastighet och god acceleration, har tunnlar ofta blivit den enda möjligheten att driva igenom vissa projekt. Ett exempel på detta är den så kallade Södra länken i Stockholm.
Nya vägprojekt på huvudvägar som dras i urban miljö är nästan alltid tunnellösningar. De flesta vägtunnlarna i Sverige finns i Stockholms- och Göteborgsområdena.
En särskild typ av tunnel för viktig infrastruktur i städer är så kallade gemensamhetstunnlar.

### Svenska rekordtunnlar
- Sveriges längsta järnvägstunnel är sedan december 2015 Hallandsåstunneln med sina 8,7 km.
- Längre ändå är Kungsträdgården-Hjulsta på Stockholms tunnelbana, 14,3 km. Tunnelbanan anses dock inte vara järnväg i Sverige, och räknas därför inte med i listor över järnvägstunnlar.
- Sveriges längsta vägtunnel är Södra länken i Stockholm, 4,5 km. I Kirunagruvan finns en längre tunnel.
- Sveriges äldsta och kortaste vägtunnel är Boxvikstunneln. Den är cirka 80 meter lång.[1]
- Sveriges äldsta järnvägstunnel är tunneln på ön Oaxen. Den är också den kortaste, cirka 30 meter.
- Sveriges längsta tunnel (och sjätte längst i världen) är Bolmentunneln, en färskvattentunnel från sjön Bolmen till Skåne på 82 km.

## Kända tunnlar
- Gotthardbastunneln, Schweiz, järnväg, 57,0 km
- Kanaltunneln, Frankrike/Storbritannien, järnväg, två tunnelrör+ett servicerör (smal väg), 50 km
- Linje 9, Ryssland, tunnelbana, Moskva, 41,5 km
- Lötschberg-bastunneln, Schweiz, järnväg, 34,5 km
- Linje 7, Tyskland, tunnelbana, Berlin, 31,8 km
- Túnel de Guadarrama, Spanien, järnväg 28,3 km
- Northern Line, Storbritannien, tunnelbana, London, 27,8 km
- Lærdalstunneln, Norge, väg, 2 körfält, ett tunnelrör 24,5 km
- Sankt Gotthardstunneln, Schweiz, motortrafikled, ett tunnelrör 16,3 km
- Sankt Gotthardstunneln, Schweiz, järnväg, 15,0 km
- Romeriksporten, Norge, Oslo, järnväg, 14,5 km
- Gudvangatunneln, Norge, väg, 11,4 km
- Folgefonntunneln, Norge, väg, 11,1 km
- Kvinesheitunneln, Norge, järnväg, 9,0 km
- Korgfjelltunneln, Norge, väg, 8,5 km
- Steigentunneln, Norge, väg, 8,0 km
- Karawankentunneln, Slovenien/Österrike, motortrafikled, ett tunnelrör 7,9 km
- Bømlafjordtunnelen, Norge, väg, under havet, 7,8 km
- Hægebostadtunneln, Norge, järnväg, 8,4 km
- Storabälttunneln, Danmark, järnväg, 8,0 km
- Oslofjordtunneln, Norge, väg, 7,3 km
- Nordkapstunneln, Norge, väg, 6,8 km
- Öresundstunneln, Danmark, motorväg samt järnväg, 4,0 km

### Sverige
- Lista över vägtunnlar i Sverige och Lista över järnvägstunnlar i Sverige.
- Arlandatunneln, dubbelspårig järnväg, ett eller två tunnelrör, 5 083 m
- Bolmentunneln, vattenledningstunnel, 82 km
- Björnböletunneln, enkelspårig järnväg, 5 160 m
- Brunkebergstunneln
- Citytunneln, dubbelspårig järnväg, 6 km, öppnades 2010
- Gamla stan-Bergshamra, tunnelbana, 8,5 km
- Gamla stan-Odenplan-Thorildsplan 4,7 km
- Gerumstunneln, två tunnelrör dubbelfilig motorväg 250 m
- Gårdatunneln, dubbelspårig järnväg, ett tunnelrör 2 163 m
- Götatunneln, 3+3 körfält, två tunnelrör, 1,5 km
- Hallandsåstunneln, dubbelspårig järnväg, två tunnelrör, 8,7 km
- Hammarkulletunneln, dubbelspårig spårväg, två tunnelrör 2 034 m
- Klaratunneln, väg, 880 m lång
- Kungsträdgården-Hjulsta, tunnelbana, 14,3 km
- Lundbytunneln, väg, 2+2 körfält, två tunnelrör 2 060 m
- Muskötunneln, 2 körfält, ett tunnelrör 2 960 m
- Namntalltunneln, enkelspårig järnväg, 6 001 m
- Norralatunneln, enkelspårig järnväg, 3 850 m
- Nygårdstunneln, dubbelspårig järnväg, ett tunnelrör 3030 m
- Södra länken, motorväg, 3+3 körfält, två tunnelrör 4,5 km
- Strängnästunneln, enkelspårig järnväg, 2 057 m
- Söderledstunneln, väg, 2+2 körfält, två tunnelrör 1 550 m
- Tingstadstunneln, motorväg, 3+3 körfält, två tunnelrör 454 m
- Trollhättetunneln, dubbelspårig järnväg, ett tunnelrör 3 540 m*
- Törnskogstunneln, 2+2, körfält, två tunnelrör, 2,1 km**

## Tunnelsäkerhet
Konsekvenserna av en trafikolycka i tunnel kan bli svåra. Ett känt exempel är Måbødalolyckan, där många svenska skolbarn omkom när bromsarna på deras buss slutade fungera och bussen i hög fart krockade med en 1,2 meter bred betongmur i den långa och branta tunneln. Vid den likartade bussolyckan i Sierretunneln den 13 mars 2012 omkom 22 barn och 6 vuxna när en belgisk buss krockade med en meterbred betongmur i Sierretunneln i Schweiz. Dessa olyckor berodde främst på överhettade bromsar och hade kunnat hända utanför tunnlar.
En svår direkt tunnelrelaterad olycka är olyckan i Mont Blanctunneln 1999 då en lastbil med brännbar last fattade eld vilket spred sig till andra lastbilar och orsakade 39 dödsfall.
Tunnelsäkerhetsförbättring har huvudsakligen inriktats på brandskydd och utrymning vid brand. Ett exempel på förbättring är att ha två tunnelrör, avskärmade från varandra. Vid brand i det ena röret kan utrymning ske till det andra. Dessutom elimineras risken för frontalkollisioner, vilka ofta har svårare skadeföljd än upphinnandekollisioner.